# Mellitidae
De Mellitidae zijn een familie van zee-egels (Echinoidea) uit de orde Clypeasteroida.

## Geslachten
- Encope L. Agassiz, 1840
- Lanthonia Coppard, 2016
- Leodia Gray, 1851
- Mellita L. Agassiz, 1841
- Mellitella Duncan, 1889